# Nova vas, Bloke
Nova vas (včasih tudi Nova vas na Blokah) je gručasta vas z okoli 300 prebivalci, ki stoji na Bloški planoti. Je največje naselje in upravno ter zaposlitveno središče Občine Bloke.
Zaradi lege v kotanji holocenske ravnice prihaja do temperaturne inverzije, zato sta pozna spomladanska in zgodnja jesenska pozeba reden pojav. Pod vasjo tečeta potoka Bloščica in Sušica, ki ob jesenskih deževjih včasih poplavljata nižje ležeče njive. V teh razmerah so se v vasi in okolici razvili zlasti živinoreja, gozdarstvo ter lesnopredelovalna dejavnost. Po drugi svetovni vojni sta zrasla obrata Kovinoplastike Lož in Izolirke (Novolita).
V Novi vasi se je rodil slovenski zdravnik Božidar Lavrič. Tu je nekaj časa živel tudi pisatelj Venceslav Winkler.

## Prebivalstvo
Etnična sestava 1991:
- Slovenci: 266 (98,5 %)
- Hrvati: 2
- Nemci: 1
- Neznano: 1